# پادشاهی جزایر قناری
پادشاهی جزایر قناری یک دولت خراجگزار واقع در شمال آفریقا و تابع حکومت کاستیل بود که در طی سالهای ۱۴۰۴ الی ۱۴۴۸ ادامه داشت.

## اولین تماس اروپاییان
به غیر از تماس قبلی رومیان با اهالی این جزایر، یکی از اولین اروپایی‌های شناخته شده‌ای که به جزایر قناری پا گذاشت، دریانورد جنوایی لانچلوتو مالوچلو بود. وی در سال ۱۳۱۲ به جزیره لانزاروته (که احتمالاً به نام او نامگذاری شده است) وارد شد و تقریباً دو دهه در آنجا اقامت گزید تا سرانجام در جریان خیزش بومیان گوانچه به رهبری پادشاه آنها زونزاماس از آنجا اخراج شد.

## تسخیر
فتح جزایر قناری در سال ۱۴۰۲ توسط ژان دو بتنکور کاوشگر فرانسوی-نورمن آغاز شد. وی یک سال قبل با ارتشی کوچک از فرانسه بادبان‌ها را برافراشته و حرکت نموده بود. او فتح را به روشی نسبتاً دوستانه با تصرف جزیره لانزاروته با کمک مردم بومی آغاز نمود. فاتحان به زودی فوئرته‌ونتورا و ایه‌رو را نیز تصرف نمودند. پادشاه آن زمان جزائر گوادارفیا نوه زونزاماس بود، وی در زمانی که لانچلوتو مالوچلو قبلاً از لانزاروته دیدن کرده بود پادشاه آن جزیره بود
هنگامی که بتنکور جزیره را برای دریافت نیروهای کمکی از حکومت کاستیل ترک کرد، ناآرامی به دلیل درگیری بین شوالیه گادیفر دو لا سال از همراهان نردیک وی و یکی از افسران دیگر او برتان، آغاز شد، پای بومیان نیز به این درگیری‌ها بازشد. با این حال، بتنکور پس از بازگشت توانست اوضاع را آرام نماید. رهبر بومیان گوانچه در ۲۷ فوریه ۱۴۰۴ غسل تعمید داده شده و بدین ترتیب تسلیم اروپایی‌ها شد. پس از آن، ژان دو بتنکور توسط پاپ اینوسنت هفتم به عنوان پادشاه جزایر قناری اعلام شد، اما وی حکومت کاستیل را به عنوان ولی نعمت خود به رسمیت شناخت. سایر جزایر باقی مانده، لا گومرا، گران کاناریا، تنریف ولا پالما، به تدریج در طول یک قرن یا بیشتر به تسخیردرآمدند

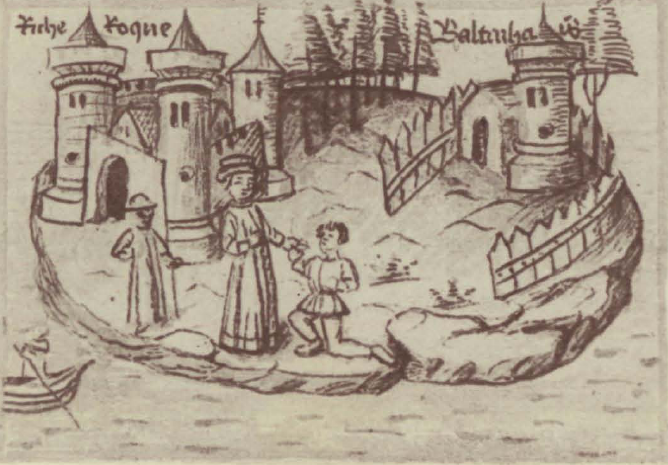
مینیاتوری از فصل ۶۱ از کتاب وقایع نگاری (جزایر قناری) "Le Canarien" که بتنکور و گادیفر را در فوئرته‌ونتورا به تصویر کشیده است.

پس از مرگ ژان دو بتنکور برادرزاده‌اش ماسیو دو بتنکور، جانشین وی شد. وی فردی ستمکار بود، او تگیسه را به عنوان پایتخت جدید دولتش تأسیس نمود. پرتغالی‌ها برای کسب سیادت بر این جزایر با کاستیلی‌ها در رقابت بودند. کاستیلی‌ها مشکوک بودند که ماسیو جزایر را به آنها خواهد فروخت، عملی که سرانجام وی در سال ۱۴۴۸ به انجام رسانید. نه بومیان و نه کاستیلی‌ها موافق این کار نبوده، و این امر منجر به شورشی شد که تا سال ۱۴۵۹ ادامه یافت، زمانی که پرتغالی‌ها مجبور به ترک جزایر شدند.
پرتغال رسماً سیادت کاستیل را به جزایر قناری در سال ۱۴۷۹ به عنوان بخشی از معاهده آلکاسواس (پرتغالی: Tratado das Alcáçovas)به رسمیت شناخت.
سراتجام فرماندار نظامی آلونسو فرناندز د لوگو (اسپانیایی: Alonso Fernández de Lugo‎) جزایر لا پالما (در سالهای ۱۴۹۲–۱۴۹۳) و تنریف (در سالهای ۱۴۹۴–۱۴۹۶) را برای تاج کاستیل فتح کرد، بنابراین تسخیر این مجمع الجزیره را کامل نمود.